# John Thomas Troy
John Thomas Troy (Portestown, 10 maggio 1739 – Dublino, 11 maggio 1823) è stato un arcivescovo cattolico irlandese.

## Biografia
Nacque da una famiglia di stirpe anglo-normanna.
Abbracciò la vita religiosa nell'ordine domenicano a Roma nel 1755, fu docente di teologia e diritto canonico e fu rettore di San Clemente al Laterano, affidata alla provincia irlandese del suo ordine.
Nel 1776 fu eletto vescovo di Ossory e, come tale, mantenne sempre buoni rapporti con le autorità civili. Fu trasferito alla sede metropolitana di Dublino nel 1786: appoggiò il progetto di unione dell'Irlanda al Regno Unito, persuadendo tutto l'episcopato irlandese a fare altrettanto.
Nel 1795 fondò l'Istituto ecclesiastico di Maynooth; pose la prima pietra della cattedrale di Dublino nel 1815.

## Genealogia episcopale e successione apostolica
La genealogia episcopale è:
- Cardinale Scipione Rebiba
- Cardinale Giulio Antonio Santori
- Cardinale Girolamo Bernerio, O.P.
- Arcivescovo Galeazzo Sanvitale
- Cardinale Ludovico Ludovisi
- Cardinale Luigi Caetani
- Cardinale Ulderico Carpegna
- Cardinale Paluzzo Paluzzi Altieri degli Albertoni
- Papa Benedetto XIII
- Papa Benedetto XIV
- Papa Clemente XIII
- Cardinale Enrico Benedetto Stuart
- Cardinale Ignazio Busca
- Arcivescovo John Thomas Troy, O.P.

La successione apostolica è:
- Vescovo John Dunne (1787)
- Vescovo Thomas O'Connor (1788)
- Vescovo James Lanigan (1789)
- Vescovo Thomas Hussey (1797)
- Vescovo Patrick Ryan (1805)
- Vescovo Patrick Lambert, O.F.M. Ref. (1806)
- Arcivescovo Daniel Murray (1809)
- Vescovo Peter Waldron (1815)
- Vescovo George Thomas Plunkett (1815)
- Vescovo Kyran Marum (1815)
- Arcivescovo Oliver O'Kelly (1815)
- Vescovo Michael Corcoran (1815)
- Vescovo Thomas Scallan, O.F.M. Ref. (1816)
- Vescovo Patrick MacNicholas (1818)
- Vescovo Patrick Burke (1819)
- Arcivescovo Patrick Curtis (1819)
- Vescovo James Doyle, O.E.S.A. (1819)
- Vescovo Patrick Kelly (1820)